# Stiftung Sommerakademie im Zentrum Paul Klee
Die Stiftung Sommerakademie im Zentrum Paul Klee (SAK) in Bern war eine private Stiftung, die im Jahr 2005 von der Berner Kantonalbank gegründet wurde. Sie war nicht an ein spezifisches Bildungssystem gebunden und definierte ihre Existenz damit, dass sie einer Gruppe von internationalen Teilnehmenden, Künstlern, Kuratoren und Autoren die Möglichkeit bot, gemeinsam Zeit und Raum zu erfahren, um sich auf fundamentale Fragen und Ideen zu fokussieren. Der Austausch regte die berufliche Situation an und unterstützte die entwicklungsfähige und relevante Arbeit. Die Sommerakademie fand von 2006 bis 2016 jährlich während zehn Tagen im August statt.

## Gründung
Als die Initianten des Zentrum Paul Klee 2002 nach Gründungspartnern suchten und sich dabei auch an die Berner Kantonalbank  wandten, fand sich als Gemeinsamkeit das Engagement in der Aus- und Weiterbildung. Die Berner Kantonalbank bildet ein Viertel aller Lernenden in der Bankbranche im Kanton Bern aus, und das Zentrum Paul Klee „befördert … die Auseinandersetzung mit Kunst mittels verschiedener Medien sowie die Begegnung von Kunst- und Kulturinteressierten“.
Die aus dieser Verbindung entstandene Sommerakademie soll in erster Linie jungen Künstlern einerseits ein Weiterbildungsangebot zur Verfügung stellen, andererseits aber auch die Kunstvermittlung an die Öffentlichkeit fördern. Ziel des Engagements war und ist es, den Betrieb der Sommerakademie bis 2016 sicherzustellen. Im Juni 2005 fand die Eröffnung der Sommerakademie statt, und im Sommer 2006 wurde die erste Akademie durchgeführt.

## Programm und Teilnahme
Die jährlich im August stattfindende Akademie dauerte jeweils zehn Tage und wurde von einem vom Fachausschuss neu gewählten Gastkurator geleitet. Dieser wählte das Jahresthema und lud die Gastredner ein. Eine Jury aus Gastkurator, Direktion und Fachausschuss wählte zwölf Fellows zur Teilnahme aus. Bewerber sollten höchstens 35 Jahre alt sein und einen Abschluss an einer Kunstakademie oder der Nachweis vergleichbarer Leistungen vorweisen. Circa hundertfünfzig internationale Nominatoren (Künstler, Kuratoren, Kritikern, Alumni der Sommerakademie etc.) konnten jedes Jahr einen Teilnehmer vorschlagen. Freie Bewerbungen waren ebenfalls zugelassen. Das Akademieprogramm bestand aus Workshops, Vorlesungen und Exkursionen. Je nach Jahresthema ging die Sommerakademie Partnerschaften mit lokalen und regionalen Partnerorganisationen ein. Die Öffentlichkeit wurde durch ein Rahmenprogramm, bestehend aus Vorführungen und Vorträgen, beteiligt.

## Organisationsstruktur
Während der ersten drei Jahre wurde die Sommerakademie von Norberto Gramaccini, Professor für Ältere Kunstgeschichte am Institut für Kunstgeschichte der Universität Bern geleitet, ab 2009 gefolgt von Jacqueline Burckhardt, Kunsthistorikerin und -kritikerin.
Der Stiftungsrat bestand aus sieben Mitgliedern, Präsident war Jean-Claude Nobili.
Das Management wurde ab 2009 von Barbara Mosca geleitet, ab 2010 in Zusammenarbeit mit Caroline Komor. Die Nominatoren wurden von der Direktion und vom Fachausschuss gewählt und konnten jedes Jahr einen Teilnehmer vorschlagen.

## Sommerakademien 2006–2016

### 2006
Die erste Ausgabe der Sommerakademie unter dem Titel „Experiments in Pop. Aufbruch in eine neue Alltäglichkeit“ wurde von Diedrich Diederichsen, Laura Hoptman und Marina Warner geleitet. Thema war Alltags- und Populärkultur in der zeitgenössischen Kunst. Eine Ausstellung mit einem bis drei Kunstwerken der Teilnehmer untersuchte den Begriff Populär in Bezug auf die künstlerische Praxis der Fellows (Hoptman 2006: 30). Neben der öffentlichen Ausstellung fanden Workshops, geleitet von den Kuratoren und den Gastrednern statt.

### 2007
Die zweite Sommerakademie wurde von Brigitte Felderer und Herbert Lachmayer geleitet. In der Ausstellung ging es um das alltägliche Spektakel einer zunehmend medialisierten Welt, deren Situationen der Museumsbesucher zugleich erzeugt und erlebt („Spektakel und Situation. Ist künstlerische Spontaneität medial inszenierbar?“). Das Thema war eingebettet in das Programm des Zentrum Paul Klee, welches in diesem Jahr die Ausstellung ‘Paul Klee. Überall Theater’ inszenierte. Ein öffentliches Rahmenprogramm mit Vorlesungen, Performances, Vorträgen und Diskussionen ergänzte das Akademieprogramm.

### 2008
Kuratoren der Sommerakademie 2008 waren Clémentine Deliss und Oscar Tuazon. Der Titel „dragged down into lowercase“ wurde von einem Liedtext von Elliot Smith (Fear City, 2007) übernommen (Deliss, Tuazon, 2008: 4) und kehrt die klassische Ausstellungsweise in Museen auf den Kopf, indem Kunstwerke nicht in Bezug auf einen Raum oder die Landschaft, in welcher sie sich befinden, gestellt werden, sondern für sich selbst stehen können.
Die Ausstellung wurde in einer von Tuazon konzipierten, in die Erde eingelassenen Struktur in der Umgebung des Zentrum Paul Klee gezeigt, welche Referenzen zu archäologischen Ausgrabungen, Krypten, Kellern, Bunkern, aber auch zu unerforschtem unterirdischen Material herstellt.

### 2009
Tirdad Zolghadr war Kurator der Sommerakademie 2009. Der Titel „Internal Necessity“ bezieht sich auf ein Konzept Wassily Kandinskys, das er in seiner Schrift Über das Geistige in der Kunst darlegte.
2009 wurde erstmals keine Ausstellung von Arbeiten der Fellows gezeigt. Der Akademiebetrieb fand in vom Ethan Breckendridge entworfenen mobilen Räumen statt.

### 2010
Jan Verwoert (* 1972) kuratierte die Sommerakademie 2010. Thema war die Umsetzung der kollaborativen Kunstproduktion „Wenn Deine Lippen meine Ohren sind, werden unsere Körper zu Radios“. Inspiriert von der offenen Diskussionsatmosphäre einer imaginierten altgriechischen Stoa wurde versucht, auf eine ideologische Festschreibung zu verzichten. Wie schon 2009 wurde auch in diesem Jahr auf eine Ausstellung verzichtet. Stattdessen wurden in einem gemeinsamen Entscheidungsprozess Daily Productions produziert, welche von der lokalen Radiostation Radio RaBe, in der Berner Zeitung BZ und auf acht Litfaßsäulen in der Stadt Bern veröffentlicht wurden. Im Zentrum Paul Klee wurden diese Tagesproduktionen auf einer Schauwand präsentiert und an Hörstationen zugänglich gemacht.

### 2011
Die Sommerakademie 2011 mit dem Titel „Saftig kontaminierter Kreis. Von der Kunst ins Leben und zurück“  wurde von Pipilotti Rist in Zusammenarbeit mit Franziska Dürr kuratiert. Thema war der Kreislauf, welcher zwischen Kunst, Vermittlung und Publikum zurück zur Kunst läuft (Rist, Burckhardt 2011: 5). Alle Teilnehmer füllten jeweils eigens konstruierte Vitrinen mit zum Thema produzierten Arbeiten.

### 2012
Die Sommerakademie 2012 wurde von Marta Kuzma kuratiert. Der Titel „Tin Soldiers and Nixon coming“ bezieht sich auf das Lied Ohio von Neil Young, welches sich mit der Erschiessung von vier Studenten an der Kent State University 1970 befasst. Die 1912 von Marcel Duchamp unternommene Jura-Paris-Reise am Vorabend des Ersten Weltkrieges, welche sich unter anderem mit der allgemeinen Wehrpflicht und der Mechanisierung des Lebens befasste, spannte den Bogen zu den im Sommer 2012 aktuellen politischen Ereignissen wie dem Arabischen Frühling.

### 2013
2013 stand die Sommerakademie unter dem Titel „You are HERE. Here is wherever I lay my head“ und wurde von der südafrikanischen Künstlerin und Kuratorin Sue Williamson geleitet. Das Thema erforschte die Praxis von international arbeitenden Künstlern und Kuratoren in einer globalisierten Welt.

### 2014
Für die Sommerakademie 2014 bezog sich der litauische Gastkurator Raimundas Malašauskas für sein Thema „HR“ auf den Schweizer Psychiater und Psychoanalytiker Hermann Rohrschach. Der nach ihm benannte Rohrschachtest inspirierte Malašauskas dazu, die von ihm geleitete Gruppe von Fellows nach Verbindungen zwischen Kunst und Wissenschaft suchen zu lassen.

### 2015
2015 wurde die zehnte Ausgabe der Sommerakademie vom ägyptischen Musiker, Künstler und Kurator Hassan Khan geleitet. Unter dem Titel „Teaser“ wurden verschiedene Fragen zur Moderne, Kontext, Form, Funktion und Inhalt künstlerischer Praxis von den Fellows und Speakers erforscht.

### 2016
2016 fand die elfte und letzte Akademie in dieser Form statt. Unter der Leitung von Gastkurator Thomas Hirschhorn wurde die Frage „Wo stehe ich? Was will ich?“ gestellt. Der renommierte Schweizer Künstler war schon 2006 Speaker an der ersten Sommerakademie. Hirschhorn rief die Fellows mit seinem Programm dazu auf, sich die seiner Ansicht nach für einen Künstler essentielle Frage nach der eigenen Position, dem eigenen Standpunkt zu stellen, und wie dieser in der jeweiligen Praxis umgesetzt und sichtbar gemacht wird.